# Charles O'Brien
Charles O'Brien, detto Chuckie (Kansas City, 20 dicembre 1933 – 13 febbraio 2020), è stato un sindacalista statunitense strettamente legato al presidente dei Teamsters Jimmy Hoffa, tanto da definirsi il suo figliastro. Tuttavia, per l’FBI era noto come "bugiardo abituale".

## Biografia
Nato a Kansas City, Missouri, era figlio di Charles Lenton O'Brien e Sylvia Pagano. Rimase orfano di padre in tenera età.
O'Brien fu il patrigno di Jack Goldsmith, funzionario del Dipartimento di Giustizia degli Stati Uniti. Il matrimonio con la madre di Goldsmith terminò con un divorzio nel 1987.

## Rapporto con Jimmy Hoffa
Nel 1957 iniziò a lavorare come assistente speciale di Hoffa, al quale fu sempre estremamente leale.
Nel 1964 Hoffa fu condannato per corruzione di giuria, e la sentenza venne confermata dalla Corte Suprema. Durante un'udienza, un uomo armato di pistola ad aria compressa sparò a Hoffa: O'Brien reagì aggredendo l’attentatore e lasciandolo sanguinante.
Dopo l’incarcerazione di Hoffa nel 1966, Frank Fitzsimmons assunse la guida temporanea dei Teamsters e decise di allontanare O’Brien, mandandolo in esilio in Alaska. Tuttavia, O’Brien vi rimase solo quattro giorni prima di rientrare.

### La scomparsa di Jimmy Hoffa
Il giorno della scomparsa di Jimmy Hoffa, O'Brien fu visto alla guida di un'auto appartenente al figlio di Anthony Giacalone, noto esponente della criminalità organizzata. O'Brien era molto legato a Giacalone, che chiamava affettuosamente "zio Tony".
Nell’agosto del 1975, pochi giorni dopo la sparizione di Hoffa, O’Brien fu interrogato dagli agenti federali. Nonostante i sospetti, nel 1978 lavorava ancora come funzionario della sezione locale 299 dei Teamsters a Detroit.
Nel 1995, l'FBI dichiarò ufficialmente di non considerarlo un sospetto nel caso Hoffa e gli inviò una lettera chiedendogli collaborazione nell'indagine. Tuttavia, nel 2001, quando gli fu chiesto di sottoporsi alla macchina della verità, O’Brien rifiutò. Più tardi, quello stesso anno, l'FBI analizzò alcuni capelli ritrovati nell’auto guidata da O’Brien quel giorno, identificandoli tramite test del DNA come appartenenti a Hoffa.

## Morte
O'Brien morì nel 2020 per un attacco cardiaco.

## Nella cultura popolare
O'Brien è interpretato da Jesse Plemons nel film del 2019 The Irishman, diretto da Martin Scorsese. Tuttavia, sia Chuckie O'Brien che Jack Goldsmith criticarono duramente la rappresentazione del personaggio, definendola fuorviante. Goldsmith arrivò a descriverla come “pura invenzione”.